# 张惠康
张惠康（1962年7月22日—），上海人，身高1米82，是已经退役的中国著名足球守门员，中国国家队八十年代末的主力门将。

## 职业生涯
张惠康1980年从普陀区业余体校入选上海青年足球队，1982年入选上海队，并逐渐占据主力位置。
1987年，张惠康入选中国国家队，很快奠定了主力国门的地位。他是中国队入围1988年汉城奥运会足球决赛圈的重要功臣之一，在对香港队、日本队的比赛中都有关键扑救，为中国足球第一次冲出亚洲立下了大功。该届奥运会决赛圈比赛中，中国足球队一球未进，被指责为“最没有进取心的球队”，但是张惠康的表现却无可厚非，几乎没有任何失误。
1988年卡塔尔亚洲杯上，中国队虽然仅获得第四名，张惠康却成为亚洲最佳门将，取得了其他中国守门员至今从未获得过的荣誉。1989年，中国国家队遭遇两次“黑色三分钟”无缘1990年世界杯，傅玉彬是当时的国门正选。总计为国家队出场35次。
1991年，张惠康在扑救一个险球时头部与门柱发生剧烈碰撞，发生轻度脑震荡。1992年曾效力于香港南华，1993年退役。

## 退役后情况
张惠康踢球时，中国足球尚未职业化，所有运动员与其它行业的许多从业人士一样，都只是领取国家薪水和补贴。张惠康退役后，只从上海体育系统领取退休工资，与之后十几年间中国足球界职业化后收入数十倍的增长毫无关系。
退役后的张惠康疾病缠身，生活比较清贫，后来甚至需要上海体育局的帮困基金救助。媒体对于一代国门和亚洲最佳门将的现状也有不少关注和感叹。